# Nosiarina
Nosiarina város és község (Malagaszi nyelven: kaominina) Madagaszkár északi részén. A Sambavai kerülethez tartozik, amely a Sava régión belül található. Nosiarina a Bemarivo-folyó mellett fekszik az 5-ös főút mellett Sambava és Vohemar települések között. A község létszáma 12 000 fő volt a 2001-es népszámlálás adatainak becsült értéke alapján.
A városban az alap- és a középfokú oktatási intézmények megtalálhatóak. A város erősen mezőgazdasági jellegű, mivel lakosságának 99 százaléka a mezőgazdaságból él. Legfontosabb terményeik a rizs és a vanília, továbbá a banán, valamint a kávé. A szolgáltatások terén a lakosság mintegy 1 százaléka dolgozik.

## Fordítás
Ez a szócikk részben vagy egészben  a   Nosiarina című angol Wikipédia-szócikk ezen változatának fordításán alapul.  Az eredeti cikk szerkesztőit annak laptörténete sorolja fel. Ez a jelzés csupán a megfogalmazás eredetét és a szerzői jogokat jelzi, nem szolgál a cikkben szereplő információk forrásmegjelöléseként.